# Beija-flor-de-coroa-azul
O beija-flor-de-coroa-azul (Saucerottia cyanocephala) é uma espécie de beija-flor da família Trochilidae. Encontra-se em Belize, El Salvador, Guatemala, Honduras, México e Nicarágua. O seu habitat natural é a floresta tropical húmida de montanha subtropical ou tropical. Os machos têm uma coroa azul metálica, enquanto as fêmeas são identificáveis por uma coroa azul mais fosca ou esverdeada. Alimenta-se de artrópodes (muitas vezes procurando cascas e cachos de agulhas de pinheiro), bem como néctar de flores. A espécie parece ser territorial com base na disponibilidade de recursos e, como a maioria dos beija-flores, é provavelmente polígama. Seus ninhos são geralmente em forma de taça aproveitados de recursos locais, mas em um ambiente urbano a espécie é conhecida por até mesmo usar objetos como fios telefônicos em sua construção.
Esta espécie foi anteriormente colocada no gênero Amazilia. Um estudo filogenético molecular publicado em 2014 descobriu que o gênero Amazilia era polifilético. Na classificação revisada para criar gêneros monofiléticos, o beija-flor coroado azul foi movido para o gênero ressuscitado Saucerottia.

## Subespécies
- Saucerottia cyanocephala cyanocephala (Lição, 1829)

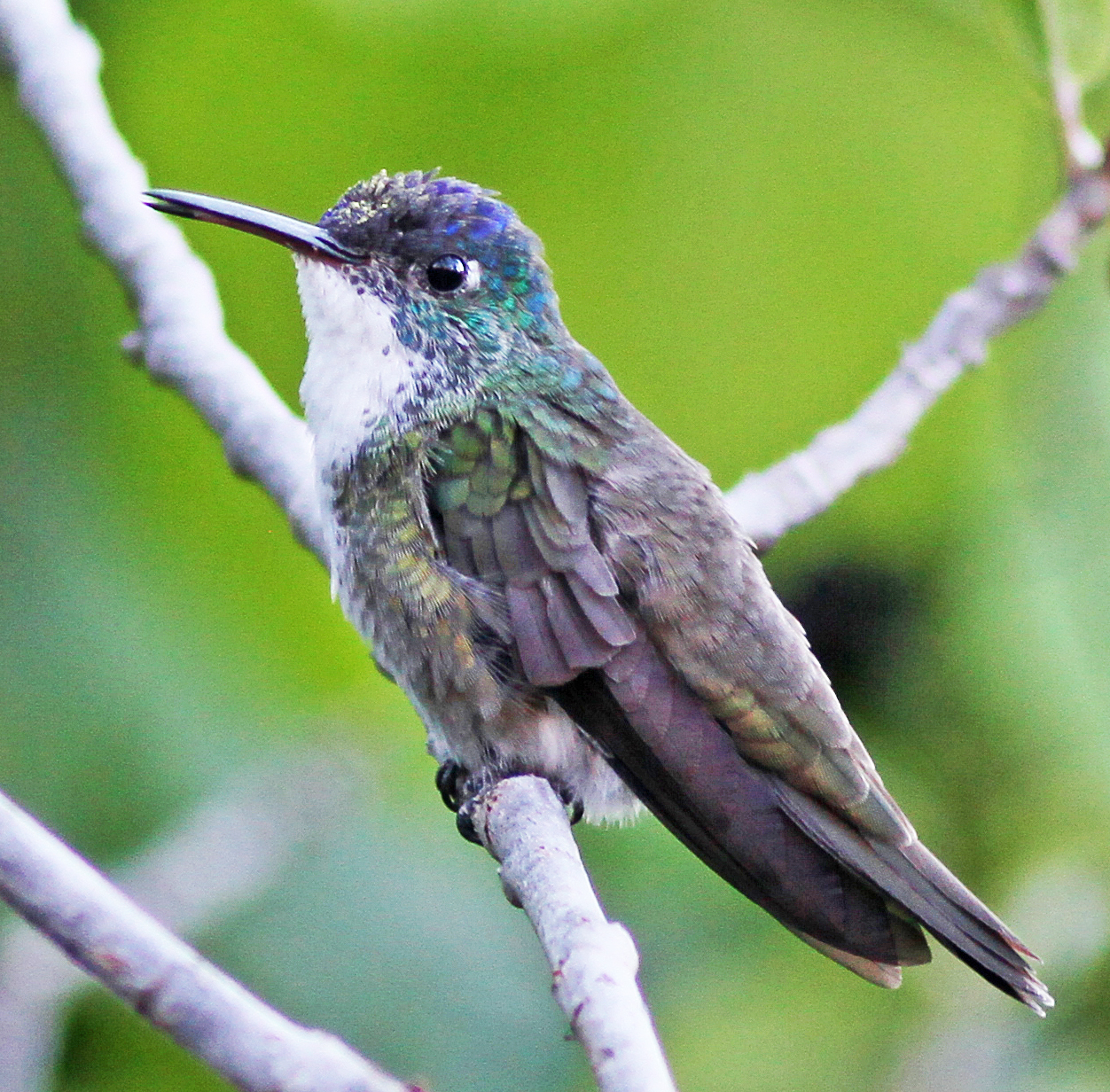
Lago Atitlan, Guatemala

- Saucerottia cyanocephala chlorostephana Howell, 1965